# Elymnias hanitschi
Elymnias hanitschi är en fjärilsart som beskrevs av Martin 1909. Elymnias hanitschi ingår i släktet Elymnias och familjen praktfjärilar. Inga underarter finns listade i Catalogue of Life.